# Mads Hoxer Hangaard
Mads Hoxer Hangaard (Thisted, 6 de diciembre del 2000) es un jugador de balonmano danés que juega de lateral derecho en el Aalborg HB. Es internacional con la selección de balonmano de Dinamarca.

## Palmarés

### Selección nacional
| Campeonato Mundial | Campeonato Mundial | Campeonato Mundial | Campeonato Mundial |
| Año                | Lugar              | Medalla            |                    |
| ------------------ | ------------------ | ------------------ | ------------------ |
| 2023               | Polonia y Suecia   | Medalla de oro     |                    |

### Aalborg
- Liga danesa de balonmano (1): 2024

## Clubes
| Club              | País      | Año         |
| ----------------- | --------- | ----------- |
| Mors-Thy Håndbold | Dinamarca | 2019 - 2022 |
| Aalborg HB        | Dinamarca | 2022 - Act. |